# 殉道者之声
殉道者之声（英語：The Voice of the Martyrs，简称VOM）是多个相关基督教组织的名称，1967年在罗马尼亚犹太裔路德宗牧师理查德·魏恩波（Richard Wurmbrand）的影响下成立。在澳大利亚、加拿大、新西兰、美国和韩国等50多个国家活跃着，其跨国性和跨宗派性吸引着关注宗教自由问题的人参与它所发起的项目。殉道者之声组织的任务主要是唤起人们对每年基督徒因他们的信仰而被杀害、折磨、下狱或骚扰的认识。这些组织同时也为全世界受迫害的基督徒提供实际的帮助。他们通过支持他们的教会和个人的捐款来为运行提供资金。殉道者之声组织没有世界性的总部，每个组织都是独立且自给自足的实体。VOM全球性的姊妹机构根据希伯来书13章3节来运作：“你们要记念被捆绑的人，好像与他们同受捆绑;也要记念遭苦害的人，想到自己也在肉身之内“。